# Матийо ван дер Пул
Матийо ван дер Пул (на нидерландски: Mathieu van der Poel) е нидерландски професионален колоездач състезаващ се за отбор Alpecin–Deceuninck. Участва в състезания по колокрос, маунтийн байк, велосипедни състезания на чакъл и шосейно колоездене. Неколкократен световен шампион по колокрос през 2012 и 2013 при младежите и 2015, 2019, 2020, 2021 и 2023 при мъжете  както и световен шампион на шосе при младежите през 2013 и при мъжете през 2023 г.
Ван дер Пул също така е победител в националното първенство на Нидерландия през 2018 и велосипедните класики Амстел Голд (2019), Тур на Фландрия (2020 и 2022), Милано – Сан Ремо и Париж – Рубе през 2023. Той е първият колоездач в историята печелил две от пролетните класики и световно първенство в една година. 

## Личен живот
Роден е в Капелен на 19 януари 1995 г. в семейството на професионални колоездачи. Баща му Адри ван дер Пул е шесткратен национален шамион на Нидерландия, световен шампион по колокрос за 1996 г., победител в два етапа от Тур дьо Франс и неколкократен победител в класиките. Негов баща по майчина линия и дядо на Матийо е известният френски колоездач Раймон Пулидор победител в Обиколка на Испания и също така финиширал три пъти на второ и пет пъти на трето място в Тур дьо Франс.